# Daldinia steglichii
Daldinia steglichii är en svampart som beskrevs av M. Stadler, M. Baumgartner & Wollw. 2001. Daldinia steglichii ingår i släktet Daldinia och familjen kolkärnsvampar.   Inga underarter finns listade i Catalogue of Life.